# 懷曼 (阿肯色州)
懷曼（英語：Wyman）是位於美國阿肯色州華盛頓縣的一個非建制地區。該地的面積和人口皆未知。

## 地理
懷曼的座標為34°04′30″N 94°04′10″W / 34.07500°N 94.06944°W，而該地的平均海拔高度為369米（即1211英尺）。